# Legislatura 2012-2016 (Camera Deputaților)
Această listă descrie componența Camerei Deputaților din România în legislatura 2012-2016, alcătuită din 412 de deputați.
| Număr | Prenume și Nume                | Județ           | Partid                                                    |
| ----- | ------------------------------ | --------------- | --------------------------------------------------------- |
| 1     | Ioan Dîrzu                     | Alba            | USL                                                       |
| 2     | Clement Negruț                 | Alba            | ARD                                                       |
| 3     | Dan Coriolan Simedru           | Alba            | USL                                                       |
| 4     | Cornel-George Comșa            | Alba            | PPDD                                                      |
| 5     | Călin Potor                    | Alba            | USL                                                       |
| 6     | Dorel-Gheorghe Căprar          | Arad            | USL                                                       |
| 7     | Claudia Boghicevici            | Arad            | ARD                                                       |
| 8     | Ion Șcheau                     | Arad            | PPDD                                                      |
| 9     | Mihăiță Calimente              | Arad            | USL                                                       |
| 10    | Eusebiu-Manea Pistru-Popa      | Arad            | ARD                                                       |
| 11    | Flavius-Luigi Măduța           | Arad            | USL                                                       |
| 12    | Gheorghe Firczak               | Arad            | UCRR                                                      |
| 13    | Ștefan-Petru Dalca             | Arad            | PPDD                                                      |
| 14    | Daniel Constantin              | Argeș           | USL                                                       |
| 15    | Simona Bucura-Oprescu          | Argeș           | USL                                                       |
| 16    | Radu Costin Vasilică           | Argeș           | USL                                                       |
| 17    | Mihai Deaconu                  | Argeș           | PPDD                                                      |
| 18    | Mircea Gheorghe Drăghici       | Argeș           | USL                                                       |
| 19    | Cătălin-Marian Rădulescu       | Argeș           | USL                                                       |
| 20    | Bogdan-Nicolae Niculescu-Duvăz | Argeș           | USL                                                       |
| 21    | Ioana-Jenica Dumitru           | Argeș           | PPDD                                                      |
| 22    | Andrei-Dominic Gerea           | Argeș           | USL                                                       |
| 23    | Gheorghe Marin                 | Argeș           | USL                                                       |
| 24    | Theodor-Cătălin Nicolescu      | Argeș           | USL                                                       |
| 25    | Cătălin-Florin Teodorescu      | Argeș           | ARD                                                       |
| 26    | Ionel Palăr                    | Bacău           | USL                                                       |
| 27    | Viorel Hrebenciuc              | Bacău           | USL                                                       |
| 28    | Iulian Iancu                   | Bacău           | USL                                                       |
| 29    | Constantin Avram               | Bacău           | USL                                                       |
| 30    | Ion Melinte                    | Bacău           | PPDD                                                      |
| 31    | Lucian Șova                    | Bacău           | USL                                                       |
| 32    | Valerian Vreme                 | Bacău           | ARD                                                       |
| 33    | Cosmin Necula                  | Bacău           | USL                                                       |
| 34    | Miron Alexandru Smarandache    | Bacău           | PPDD                                                      |
| 35    | Lucian-Manuel Ciubotaru        | Bacău           | USL                                                       |
| 36    | Petru Gabriel Vlase            | Bacău           | USL                                                       |
| 37    | Nicu Marcu                     | Bacău           | USL                                                       |
| 38    | Viorica Marcu                  | Bacău           | USL                                                       |
| 39    | Attila-Zoltan Cseke            | Bihor           | UDMR                                                      |
| 40    | Ödön Szabó                     | Bihor           | UDMR                                                      |
| 41    | Gheorghe Costin                | Bihor           | USL                                                       |
| 42    | Adrian-Miroslav Merka          | Bihor           | Uniunea Democratică a Slovacilor și Cehilor din România   |
| 43    | Ioan Hulea                     | Bihor           | PPDD                                                      |
| 44    | Florica Cherecheș              | Bihor           | USL                                                       |
| 45    | Liviu Laza-Matiuța             | Bihor           | ARD                                                       |
| 46    | Lucia-Ana Varga                | Bihor           | USL                                                       |
| 47    | Ioan Cupșa                     | Bihor           | USL                                                       |
| 48    | Sonia-Maria Drăghici           | Bihor           | USL                                                       |
| 49    | Gheorghe-Dănuț Bogdan          | Bihor           | USL                                                       |
| 50    | Ioan Sorin Roman               | Bihor           | USL                                                       |
| 51    | Adriana-Doina Pană             | Bistrița-Năsăud | USL                                                       |
| 52    | Vasile-Daniel Suciu            | Bistrița-Năsăud | USL                                                       |
| 53    | Mircea Grosaru                 | Bistrița-Năsăud | Asociația Italienilor din România                         |
| 54    | Ioan Oltean                    | Bistrița-Năsăud | ARD                                                       |
| 55    | Nechita-Stelian Dolha          | Bistrița-Năsăud | USL                                                       |
| 56    | Andrei Dolineaschi             | Botoșani        | USL                                                       |
| 57    | Roxana-Florentina Anușca       | Botoșani        | USL                                                       |
| 58    | Liliana Mincă                  | Botoșani        | PPDD                                                      |
| 59    | Mihai Baltă                    | Botoșani        | USL                                                       |
| 60    | Costel Șoptică                 | Botoșani        | USL                                                       |
| 61    | Cristian-Constantin Roman      | Botoșani        | ARD                                                       |
| 62    | Tamara-Dorina Ciofu            | Botoșani        | USL                                                       |
| 63    | Dumitru-Verginel Gireadă       | Botoșani        | USL                                                       |
| 64    | Constantin Niță                | Brașov          | USL                                                       |
| 65    | Ion Diniță                     | Brașov          | USL                                                       |
| 66    | Maria Grecea                   | Brașov          | PPDD                                                      |
| 67    | Emil Niță                      | Brașov          | USL                                                       |
| 68    | Mihai-Aurel Donțu              | Brașov          | USL                                                       |
| 69    | Gabriel Andronache             | Brașov          | ARD                                                       |
| 70    | Ion Ochi                       | Brașov          | USL                                                       |
| 71    | Ioan Adam                      | Brașov          | USL                                                       |
| 72    | Petre Roman                    | Brașov          | USL                                                       |
| 73    | Gheorghe Ialomițianu           | Brașov          | ARD                                                       |
| 74    | Daniel-Cătălin Zamfir          | Brașov          | USL                                                       |
| 75    | Viorel Marian Dragomir         | Brăila          | USL                                                       |
| 76    | Vasile Varga                   | Brăila          | USL                                                       |
| 77    | Alexandru Nazare               | Brăila          | ARD                                                       |
| 78    | Cristian Rizea                 | Brăila          | USL                                                       |
| 79    | Marioara Nistor                | Brăila          | PPDD                                                      |
| 80    | Mihai Tudose                   | Brăila          | USL                                                       |
| 81    | Dorin Silviu Petrea            | Brăila          | USL                                                       |
| 82    | Ion-Marcel Ciolacu             | Buzău           | USL                                                       |
| 83    | Marian Ghiveciu                | Buzău           | USL                                                       |
| 84    | Adrian-George Scutaru          | Buzău           | USL                                                       |
| 85    | Titi Holban                    | Buzău           | USL                                                       |
| 86    | Gheorghe Coman                 | Buzău           | PPDD                                                      |
| 87    | Eugen Nicolicea                | Buzău           | USL                                                       |
| 88    | Erland Cocei                   | Buzău           | USL                                                       |
| 89    | Cezar Preda                    | Buzău           | ARD                                                       |
| 90    | Adrian Mocanu                  | Buzău           | USL                                                       |
| 91    | Valentin Blănariu              | Caraș-Severin   | PPDD                                                      |
| 92    | Ion Mocioalcă                  | Caraș-Severin   | USL                                                       |
| 93    | Ioan Benga                     | Caraș-Severin   | USL                                                       |
| 94    | Dan-Laurențiu Tocuț            | Caraș-Severin   | USL                                                       |
| 95    | Slavomir Gvozdenovici          | Caraș-Severin   | Uniunea Sârbilor din România                              |
| 96    | Giureci-Slobodan Ghera         | Caraș-Severin   | Uniunea Croaților din România                             |
| 97    | Ion Tabugan                    | Caraș-Severin   | USL                                                       |
| 98    | Valeria-Diana Schelean         | Caraș-Severin   | ARD                                                       |
| 99    | Valentin Rusu                  | Caraș-Severin   | USL                                                       |
| 100   | Raluca Surdu                   | Călărași        | USL                                                       |
| 101   | Maria Dragomir                 | Călărași        | PPDD                                                      |
| 102   | Dan-Ștefan Motreanu            | Călărași        | USL                                                       |
| 103   | Vasile Iliuță                  | Călărași        | ARD                                                       |
| 104   | Daniel Florea                  | Călărași        | USL                                                       |
| 105   | Aurel Vainer                   | Călărași        | Federația Comunităților Evreiești din România             |
| 106   | Aurel Niculae                  | Călărași        | USL                                                       |
| 107   | Valeriu-Andrei Steriu          | Călărași        | USL                                                       |
| 108   | Cornel Itu                     | Cluj            | USL                                                       |
| 109   | Aurelia Cristea                | Cluj            | USL                                                       |
| 110   | Nechita-Adrian Oros            | Cluj            | USL                                                       |
| 111   | Adrian Gurzău                  | Cluj            | ARD                                                       |
| 112   | Steluța-Gustica Cătăniciu      | Cluj            | USL                                                       |
| 113   | Radu Zlati                     | Cluj            | USL                                                       |
| 114   | Ioan Moldovan                  | Cluj            | PPDD                                                      |
| 115   | Vicențiu-Mircea Irimie         | Cluj            | ARD                                                       |
| 116   | Elena-Ramona Uioreanu          | Cluj            | USL                                                       |
| 117   | András-Levente Máté            | Cluj            | UDMR                                                      |
| 118   | Mihai Tararache                | Constanța       | PPDD                                                      |
| 119   | Remus Cernea                   | Constanța       | USL                                                       |
| 120   | Varol Amet                     | Constanța       | Uniunea Democrată a Tătarilor Turco-Musulmani din România |
| 121   | Mihai Lupu                     | Constanța       | USL                                                       |
| 122   | Andrei-Răzvan Condurățeanu     | Constanța       | PPDD                                                      |
| 123   | Eduard-Stelian Martin          | Constanța       | USL                                                       |
| 124   | Manuela Mitrea                 | Constanța       | USL                                                       |
| 125   | Iusein Ibram                   | Constanța       | Uniunea Democrată Turcă din România                       |
| 126   | Mădălin Voicu                  | Constanța       | USL                                                       |
| 127   | Gheorghe Dragomir              | Constanța       | USL                                                       |
| 128   | Ileana Cristina Dumitrache     | Constanța       | USL                                                       |
| 129   | Victor-Gheorghe Manea          | Constanța       | USL                                                       |
| 130   | Dănuț Culețu                   | Constanța       | ARD                                                       |
| 131   | Radu Babuș                     | Constanța       | USL                                                       |
| 132   | Florin Gheorghe                | Constanța       | ARD                                                       |
| 133   | Mircea-Titus Dobre             | Constanța       | USL                                                       |
| 134   | Attila Marko                   | Covasna         | UDMR                                                      |
| 135   | Árpád-Francisc Márton          | Covasna         | UDMR                                                      |
| 136   | Nicolae Păun                   | Covasna         | Asociația Partida Romilor „Pro-Europa”                    |
| 137   | László-Ődőn Fejér              | Covasna         | UDMR                                                      |
| 138   | Horia Grama                    | Covasna         | USL                                                       |
| 139   | Ion Pârgaru                    | Dâmbovița       | USL                                                       |
| 140   | Ion Stan                       | Dâmbovița       | USL                                                       |
| 141   | Rovana Plumb                   | Dâmbovița       | USL                                                       |
| 142   | Ionuț-Cristian Săvoiu          | Dâmbovița       | USL                                                       |
| 143   | Florin Aurelian Popescu        | Dâmbovița       | ARD                                                       |
| 144   | Radu Mihai Popa                | Dâmbovița       | PPDD                                                      |
| 145   | Carmen-Ileana Moldovan         | Dâmbovița       | USL                                                       |
| 146   | Zisu Stanciu                   | Dâmbovița       | USL                                                       |
| 147   | Georgică Dumitru               | Dâmbovița       | USL                                                       |
| 148   | Vasile Horga                   | Dâmbovița       | USL                                                       |
| 149   | Iulian Vladu                   | Dâmbovița       | ARD                                                       |
| 150   | Valeriu-Ștefan Zgonea          | Dolj            | USL                                                       |
| 151   | Gheorghe Nețoiu                | Dolj            | PPDD                                                      |
| 152   | Constantin Dascălu             | Dolj            | ARD                                                       |
| 153   | Florentin Gust                 | Dolj            | USL                                                       |
| 154   | Ion Călin                      | Dolj            | USL                                                       |
| 155   | Nicolae Vasilescu              | Dolj            | USL                                                       |
| 156   | Ionuț Marian Stroe             | Dolj            | USL                                                       |
| 157   | Petre Petrescu                 | Dolj            | USL                                                       |
| 158   | Iulian Claudiu Manda           | Dolj            | USL                                                       |
| 159   | Ștefan-Bucur Stoica            | Dolj            | ARD                                                       |
| 160   | Constantin-Cosmin Enea         | Dolj            | USL                                                       |
| 161   | Mihai-Alexandru Voicu          | Dolj            | USL                                                       |
| 162   | Daniel Iane                    | Dolj            | USL                                                       |
| 163   | Dan Nica                       | Galați          | USL                                                       |
| 164   | Mircea-Nicu Toader             | Galați          | ARD                                                       |
| 165   | Bogdan Ciucă                   | Galați          | USL                                                       |
| 166   | Eugen Chebac                   | Galați          | PPDD                                                      |
| 167   | Florin-Costin Pâslaru          | Galați          | USL                                                       |
| 168   | Aurel Nechita                  | Galați          | USL                                                       |
| 169   | Lucreția Roșca                 | Galați          | USL                                                       |
| 170   | Victor Paul Dobre              | Galați          | USL                                                       |
| 171   | Laurențiu Chirvăsuță           | Galați          | USL                                                       |
| 172   | George Scarlat                 | Galați          | USL                                                       |
| 173   | Viorel Ștefan                  | Galați          | USL                                                       |
| 174   | Marin Anton                    | Giurgiu         | USL                                                       |
| 175   | Daniel Chițoiu                 | Giurgiu         | USL                                                       |
| 176   | Florian Nicolae                | Giurgiu         | USL                                                       |
| 177   | Liliana Ciobanu                | Giurgiu         | PPDD                                                      |
| 178   | Ioan Viorel Teodorescu         | Giurgiu         | USL                                                       |
| 179   | Ion Cupă                       | Gorj            | ARD                                                       |
| 180   | Răzvan Rotaru                  | Gorj            | PPDD                                                      |
| 181   | Victor Ponta                   | Gorj            | USL                                                       |
| 182   | Vasile Popeangă                | Gorj            | USL                                                       |
| 183   | Camelia Khraibani              | Gorj            | USL                                                       |
| 184   | Niculina Mocioi                | Gorj            | PPDD                                                      |
| 185   | Scarlat Iriza                  | Gorj            | USL                                                       |
| 186   | Mihai Weber                    | Gorj            | USL                                                       |
| 187   | Attila Korodi                  | Harghita        | UDMR                                                      |
| 188   | Hunor Kelemen                  | Harghita        | UDMR                                                      |
| 189   | István Antal                   | Harghita        | UDMR                                                      |
| 190   | Iosif Moldovan                 | Harghita        | UDMR                                                      |
| 191   | Mircea Dușa                    | Harghita        | USL                                                       |
| 192   | Eleonora-Carmen Hărău          | Hunedoara       | USL                                                       |
| 193   | Dan-Radu Rușanu                | Hunedoara       | USL                                                       |
| 194   | Radu Bogdan Țîmpău             | Hunedoara       | USL                                                       |
| 195   | Cornel-Cristian Resmeriță      | Hunedoara       | USL                                                       |
| 196   | Monica-Maria Iacob-Ridzi       | Hunedoara       | PPDD                                                      |
| 197   | Laurențiu Nistor               | Hunedoara       | USL                                                       |
| 198   | Mircia Muntean                 | Hunedoara       | ARD                                                       |
| 199   | Natalia-Elena Intotero         | Hunedoara       | USL                                                       |
| 200   | Marian Neacșu                  | Ialomița        | USL                                                       |
| 201   | Mario-Ernest Caloianu          | Ialomița        | PPDD                                                      |
| 202   | Cristiana-Ancuța Pocora        | Ialomița        | USL                                                       |
| 203   | Mihăiță Găină                  | Ialomița        | USL                                                       |
| 204   | Aurelian Ionescu               | Ialomița        | USL                                                       |
| 205   | Tinel Gheorghe                 | Ialomița        | ARD                                                       |
| 206   | Neculai Rățoi                  | Iași            | USL                                                       |
| 207   | Ionel Stancu                   | Iași            | Asociația Macedonenilor din România                       |
| 208   | Gheorghe Emacu                 | Iași            | USL                                                       |
| 209   | Petru Movilă                   | Iași            | ARD                                                       |
| 210   | Oana Manolescu                 | Iași            | Asociația Liga Albanezilor din România                    |
| 211   | Relu Fenechiu                  | Iași            | USL                                                       |
| 212   | Anghel Stanciu                 | Iași            | USL                                                       |
| 213   | Cristina Nichita               | Iași            | USL                                                       |
| 214   | Costel Alexe                   | Iași            | USL                                                       |
| 215   | Sorin-Avram Iacoban            | Iași            | USL                                                       |
| 216   | Camelia-Margareta Bogdănici    | Iași            | ARD                                                       |
| 217   | Corneliu-Mugurel Cozmanciuc    | Iași            | USL                                                       |
| 218   | Vasile-Daniel Oajdea           | Iași            | PPDD                                                      |
| 219   | Constantin Adăscăliței         | Iași            | USL                                                       |
| 220   | Anton Doboș                    | Iași            | USL                                                       |
| 221   | Vasile Mocanu                  | Iași            | USL                                                       |
| 222   | Viorel Blăjuț                  | Iași            | PPDD                                                      |
| 223   | Grigore Crăciunescu            | Iași            | USL                                                       |
| 224   | Radu Stroe                     | Ilfov           | USL                                                       |
| 225   | Eduard-Raul Hellvig            | Ilfov           | USL                                                       |
| 226   | Ninel Peia                     | Ilfov           | USL                                                       |
| 227   | Ștefan Burlacu                 | Ilfov           | PPDD                                                      |
| 228   | Hubert Petru Ștefan Thuma      | Ilfov           | USL                                                       |
| 229   | Florin-Cristian Tătaru         | Maramureș       | USL                                                       |
| 230   | István Bónis                   | Maramureș       | UDMR                                                      |
| 231   | Mircea Dolha                   | Maramureș       | USL                                                       |
| 232   | Cornelia Negruț                | Maramureș       | USL                                                       |
| 233   | Mircea Man                     | Maramureș       | ARD                                                       |
| 234   | Călin-Vasile-Andrei Matei      | Maramureș       | USL                                                       |
| 235   | Nuțu Fonta                     | Maramureș       | PPDD                                                      |
| 236   | Vasile Berci                   | Maramureș       | USL                                                       |
| 237   | Gheorghe Șimon                 | Maramureș       | USL                                                       |
| 238   | Ion Marocico                   | Maramureș       | Uniunea Ucrainenilor din România                          |
| 239   | Mihai Stănișoară               | Mehedinți       | ARD                                                       |
| 240   | Marius Manolache               | Mehedinți       | USL                                                       |
| 241   | Viorel Palașcă                 | Mehedinți       | USL                                                       |
| 242   | Petre Daea                     | Mehedinți       | USL                                                       |
| 243   | Rodin Traicu                   | Mehedinți       | USL                                                       |
| 244   | Karoly Kerekes                 | Mureș           | UDMR                                                      |
| 245   | Vasile-Ghiorghe Gliga          | Mureș           | USL                                                       |
| 246   | Attila Kelemen                 | Mureș           | UDMR                                                      |
| 247   | Ionaș-Florin Urcan             | Mureș           | ARD                                                       |
| 248   | László Borbély                 | Mureș           | UDMR                                                      |
| 249   | Cristian-George Sefer          | Mureș           | PPDD                                                      |
| 250   | Corneliu-Florin Buicu          | Mureș           | USL                                                       |
| 251   | Ioan-Cristian Chirteș          | Mureș           | USL                                                       |
| 252   | Dorinel Ursărescu              | Neamț           | USL                                                       |
| 253   | Ioan Munteanu                  | Neamț           | USL                                                       |
| 254   | Mihaela Stoica                 | Neamț           | ARD                                                       |
| 255   | Ionel Arsene                   | Neamț           | USL                                                       |
| 256   | Constantin Moisii              | Neamț           | PPDD                                                      |
| 257   | Elena-Gabriela Udrea           | Neamț           | ARD                                                       |
| 258   | Vlad Marcoci                   | Neamț           | USL                                                       |
| 259   | Marian Enache                  | Neamț           | USL                                                       |
| 260   | Liviu Harbuz                   | Neamț           | USL                                                       |
| 261   | Vasile-Cătălin Drăgușanu       | Neamț           | USL                                                       |
| 262   | Daniel-Ionuț Bărbulescu        | Olt             | USL                                                       |
| 263   | Constantin-Stelian-Emil Moț    | Olt             | USL                                                       |
| 264   | Dan Ciocan                     | Olt             | USL                                                       |
| 265   | Florin Iordache                | Olt             | USL                                                       |
| 266   | Dumitru Niculescu              | Olt             | PPDD                                                      |
| 267   | Virgil Delureanu               | Olt             | USL                                                       |
| 268   | Gigel-Sorinel Știrbu           | Olt             | USL                                                       |
| 269   | Luminița-Pachel Adam           | Olt             | PPDD                                                      |
| 270   | Alexandru Stănescu             | Olt             | USL                                                       |
| 271   | Vlad-Alexandru Cosma           | Prahova         | USL                                                       |
| 272   | Sebastian-Aurelian Ghiță       | Prahova         | USL                                                       |
| 273   | Andrei-Valentin Sava           | Prahova         | USL                                                       |
| 274   | Ion Eparu                      | Prahova         | USL                                                       |
| 275   | Paul Dumbrăvanu                | Prahova         | USL                                                       |
| 276   | Răzvan-Ionuț Tănase            | Prahova         | PPDD                                                      |
| 277   | Dragoș-Ionel Gunia             | Prahova         | ARD                                                       |
| 278   | Alexandri Nicolae              | Prahova         | USL                                                       |
| 279   | Mircea Roșca                   | Prahova         | USL                                                       |
| 280   | George Ionescu                 | Prahova         | ARD                                                       |
| 281   | Gabriela-Lola Anghel           | Prahova         | PPDD                                                      |
| 282   | Virgil Guran                   | Prahova         | USL                                                       |
| 283   | Roberta-Alma Anastase          | Prahova         | ARD                                                       |
| 284   | Grațiela-Leocadia Gavrilescu   | Prahova         | USL                                                       |
| 285   | Dragoș-Gabriel Zisopol         | Prahova         | Uniunea Elenă din România                                 |
| 286   | Sorin Teju                     | Prahova         | USL                                                       |
| 287   | Maria-Andreea Paul             | Satu Mare       | ARD                                                       |
| 288   | Ovidiu-Ioan Silaghi            | Satu Mare       | USL                                                       |
| 289   | Octavian Petric                | Satu Mare       | USL                                                       |
| 290   | Istvan Erdei-Doloczki          | Satu Mare       | UDMR                                                      |
| 291   | Gábor Kereskényi               | Satu Mare       | UDMR                                                      |
| 292   | Lucian Bode                    | Sălaj           | ARD                                                       |
| 293   | Denes Seres                    | Sălaj           | UDMR                                                      |
| 294   | Gheorghe-Mirel Taloș           | Sălaj           | USL                                                       |
| 295   | Iuliu Nosa                     | Sălaj           | USL                                                       |
| 296   | Ovidiu Ganț                    | Sibiu           | Forumul Democrat al Germanilor din România                |
| 297   | Ioan Tămâian                   | Sibiu           | USL                                                       |
| 298   | Raluca Turcan                  | Sibiu           | ARD                                                       |
| 299   | Gheorghe Roman                 | Sibiu           | USL                                                       |
| 300   | Iacob Pușcaș                   | Sibiu           | PPDD                                                      |
| 301   | Ioan Axente                    | Sibiu           | USL                                                       |
| 302   | Gheorghe Frăticiu              | Sibiu           | USL                                                       |
| 303   | Mircea Cazan                   | Sibiu           | USL                                                       |
| 304   | Ioan Stan                      | Suceava         | USL                                                       |
| 305   | Sanda-Maria Ardeleanu          | Suceava         | ARD                                                       |
| 306   | Ioan Balan                     | Suceava         | ARD                                                       |
| 307   | Ștefan-Alexandru Băișanu       | Suceava         | USL                                                       |
| 308   | Ghervazen Longher              | Suceava         | Uniunea Polonezilor din România                           |
| 309   | Eugen Constantin Uricec        | Suceava         | USL                                                       |
| 310   | Iulian-Radu Surugiu            | Suceava         | USL                                                       |
| 311   | Dumitru Pardău                 | Suceava         | USL                                                       |
| 312   | Eugen Bejinariu                | Suceava         | USL                                                       |
| 313   | Gavril Mîrza                   | Suceava         | USL                                                       |
| 314   | Constantin Galan               | Suceava         | USL                                                       |
| 315   | Cezar Cioată                   | Suceava         | PPDD                                                      |
| 316   | Ovidiu-Cristian Iane           | Suceava         | USL                                                       |
| 317   | Marin Almăjanu                 | Teleorman       | USL                                                       |
| 318   | Liviu Dragnea                  | Teleorman       | USL                                                       |
| 319   | Constantin-Alin Bucur          | Teleorman       | PPDD                                                      |
| 320   | Valentin Gabriel Boboc         | Teleorman       | USL                                                       |
| 321   | Lucian Militaru                | Teleorman       | ARD                                                       |
| 322   | Adrian Constantin Simionescu   | Teleorman       | USL                                                       |
| 323   | Florică Ică Calotă             | Teleorman       | USL                                                       |
| 324   | Elena Cătălina Ștefănescu      | Teleorman       | USL                                                       |
| 325   | Cornel-Mircea Sămărtinean      | Timiș           | ARD                                                       |
| 326   | Horia Cristian                 | Timiș           | USL                                                       |
| 327   | Zsolt Molnar                   | Timiș           | UDMR                                                      |
| 328   | Sorin Mihai Grindeanu          | Timiș           | USL                                                       |
| 329   | Maria Grapini                  | Timiș           | USL                                                       |
| 330   | Ion Răducanu                   | Timiș           | USL                                                       |
| 331   | Alin-Augustin-Florin Popoviciu | Timiș           | ARD                                                       |
| 332   | Niculae Mircovici              | Timiș           | Uniunea Bulgară din Banat - România                       |
| 333   | Dorel Covaci                   | Timiș           | USL                                                       |
| 334   | Sorin Constantin Stragea       | Timiș           | USL                                                       |
| 335   | Adrian-Nicolae Diaconu         | Timiș           | PPDD                                                      |
| 336   | Cătălin Tiuch                  | Timiș           | USL                                                       |
| 337   | Gheorghe Ciobanu               | Timiș           | USL                                                       |
| 338   | Petru Andea                    | Timiș           | USL                                                       |
| 339   | Vasile Gudu                    | Tulcea          | ARD                                                       |
| 340   | Neviser Zaharcu                | Tulcea          | USL                                                       |
| 341   | Liviu Codîrlă                  | Tulcea          | PPDD                                                      |
| 342   | Miron Ignat                    | Tulcea          | Comunitatea Rușilor Lipoveni din România                  |
| 343   | Octavian-Marius Popa           | Tulcea          | USL                                                       |
| 344   | Marian Avram                   | Tulcea          | USL                                                       |
| 345   | Ion Bălan                      | Tulcea          | USL                                                       |
| 346   | Ana Birchall                   | Vaslui          | PSD                                                       |
| 347   | Adrian Solomon                 | Vaslui          | USL                                                       |
| 348   | Toader Dima                    | Vaslui          | USL                                                       |
| 349   | Tudor Ciuhodaru                | Vaslui          | PPDD                                                      |
| 350   | Victor Cristea                 | Vaslui          | USL                                                       |
| 351   | Florin Ciurariu                | Vaslui          | USL                                                       |
| 352   | Irinel Ioan Stativă            | Vaslui          | USL                                                       |
| 353   | Sergiu-Constantin Vizitiu      | Vaslui          | ARD                                                       |
| 354   | Dan Bordeianu                  | Vaslui          | USL                                                       |
| 355   | Romeo Rădulescu                | Vâlcea          | ARD                                                       |
| 356   | Aurel Vlădoiu                  | Vâlcea          | USL                                                       |
| 357   | Cristian Buican                | Vâlcea          | USL                                                       |
| 358   | Constantin Rădulescu           | Vâlcea          | USL                                                       |
| 359   | Ion Cristinel Marian           | Vâlcea          | PPDD                                                      |
| 360   | Traian Dobrinescu              | Vâlcea          | USL                                                       |
| 361   | Vasile Bleotu                  | Vâlcea          | USL                                                       |
| 362   | Constantin Mazilu              | Vâlcea          | USL                                                       |
| 363   | Miron-Tudor Mitrea             | Vrancea         | USL                                                       |
| 364   | Angel Tîlvăr                   | Vrancea         | USL                                                       |
| 365   | Nini Săpunaru                  | Vrancea         | USL                                                       |
| 366   | Victor Roman                   | Vrancea         | USL                                                       |
| 367   | Neagu Murgu                    | Vrancea         | PPDD                                                      |
| 368   | Nicolae-Ciprian Nica           | Vrancea         | USL                                                       |
| 369   | Florin Mihail Secară           | Vrancea         | ARD                                                       |
| 370   | Laurențiu Țigăeru Roșca        | Vrancea         | USL                                                       |
| 371   | Dinu Giurescu                  | Mun. București  | USL                                                       |
| 372   | Daniel Tudorache               | Mun. București  | USL                                                       |
| 373   | Nicolae Bănicioiu              | Mun. București  | USL                                                       |
| 374   | Costică Canacheu               | Mun. București  | ARD                                                       |
| 375   | Rodica Nassar                  | Mun. București  | USL                                                       |
| 376   | George Becali                  | Mun. București  | USL                                                       |
| 377   | Ioan Mihăilă                   | Mun. București  | ARD                                                       |
| 378   | Ovidiu-Ioan Dumitru            | Mun. București  | PPDD                                                      |
| 379   | Ioan Vulpescu                  | Mun. București  | USL                                                       |
| 380   | Dumitru Chiriță                | Mun. București  | USL                                                       |
| 381   | Dan-Cristian Popescu           | Mun. București  | ARD                                                       |
| 382   | Mihai-Răzvan Sturzu            | Mun. București  | USL                                                       |
| 383   | Theodor Paleologu              | Mun. București  | ARD                                                       |
| 384   | Gabriela-Maria Podașcă         | Mun. București  | USL                                                       |
| 385   | Violeta Tudorie                | Mun. București  | USL                                                       |
| 386   | Raluca-Cristina Ispir          | Mun. București  | USL                                                       |
| 387   | Oana Niculescu-Mizil           | Mun. București  | USL                                                       |
| 388   | Răzvan Horia Mironescu         | Mun. București  | USL                                                       |
| 389   | Octavian Bot                   | Mun. București  | USL                                                       |
| 390   | Ion-Bogdan Mihăilescu          | Mun. București  | USL                                                       |
| 391   | Adrian-Alin Petrache           | Mun. București  | USL                                                       |
| 392   | Dumitru-Iulian Popescu         | Mun. București  | USL                                                       |
| 393   | Florin-Alexandru Alexe         | Mun. București  | USL                                                       |
| 394   | Cătălin-Daniel Fenechiu        | Mun. București  | PPDD                                                      |
| 395   | Gheorghe-Eugen Nicolăescu      | Mun. București  | USL                                                       |
| 396   | Romeo Florin Nicoară           | Mun. București  | PPDD                                                      |
| 397   | Damian Florea                  | Mun. București  | USL                                                       |
| 398   | Daniel-Stamate Budurescu       | Mun. București  | USL                                                       |
| 399   | Mihai-Bogdan Diaconu           | Mun. București  | USL                                                       |
| 400   | Georgian Pop                   | Mun. București  | USL                                                       |
| 401   | Florian Daniel Geantă          | Mun. București  | ARD                                                       |
| 402   | Claudiu-Andrei Tănăsescu       | Mun. București  | USL                                                       |
| 403   | Varujan Pambuccian             | Mun. București  | Uniunea Armenilor din România                             |
| 404   | Gheorghe Udriște               | Mun. București  | ARD                                                       |
| 405   | Alina-Ștefania Gorghiu         | Mun. București  | USL                                                       |
| 406   | Ludovic Orban                  | Mun. București  | USL                                                       |
| 407   | Gheorghe-Vlad Nistor           | Mun. București  | USL                                                       |
| 408   | Adriana-Diana Tușa             | Mun. București  | USL                                                       |
| 409   | Aurelian Mihai                 | Străinătate     | PPDD                                                      |
| 410   | Eugen Tomac                    | Străinătate     | ARD                                                       |
| 411   | Mircea Lubanovici              | Străinătate     | ARD                                                       |
| 412   | Ovidiu Alexandru Raețchi       | Străinătate     | USL                                                       |